# آلکاتل-لوسنت اینترپرایس
آلکاتل-لوسنت اینترپرایس (انگلیسی: Alcatel-Lucent Enterprise) شرکت تجهیزات مخابراتی فرانسوی است، که در سال ۱۹۶۰ تأسیس شد.